# Bel (mitologia)
|  | Per a altres significats, vegeu «Bel (desambiguació)». |

Bel (en accadi 'Belu', en grec antic Βελος, en llatí Belus), una paraula que en llengua accàdia significa "senyor", va ser una divinitat de la mitologia sumèria, encara que el seu nom significava més aviat un títol que un personatge. En les llengües semítiques nord-occidentals, el seu equivalent era Baal, i la seva forma femenina era Belit.
El nom de Bel s'usava especialment per a designar al déu Marduk, i entrava també en la formació de noms propis assiris i neobabilònics. La forma femenina, Belit, es va usar com un epítet de Sarpanit, l'esposa de Marduk. També la seva mare, que portava els noms de Ninhursag, Damkina o Ninmah, i altres divinitats femenines d'origen sumeri s'anomenaven Belit–ili (“Senyora dels déus”) en accadi.
Després, altres déus van portar el nom i es van identificar amb Bel Marduk. L'anomenat Zeus Belos que menciona Sancuniató i diu que era fill de Cronos, sembla que en realitat es referia a Marduk.
La Bíblia menciona Bel en diversos passatges. i sembla que sens dubte es referia a Marduk, i n'anuncia la derrota davant de la puixança d'Israel. També en parla Flavi Arrià, a l'Anàbasi d'Alexandre el Gran, quan diu que Alexandre, quan va arribar a Babilònia, va ordenar la reconstrucció de tots els temples, i sobretot els de Bel, el déu que els babilonis adoren més que a cap altre.